# João Café Filho

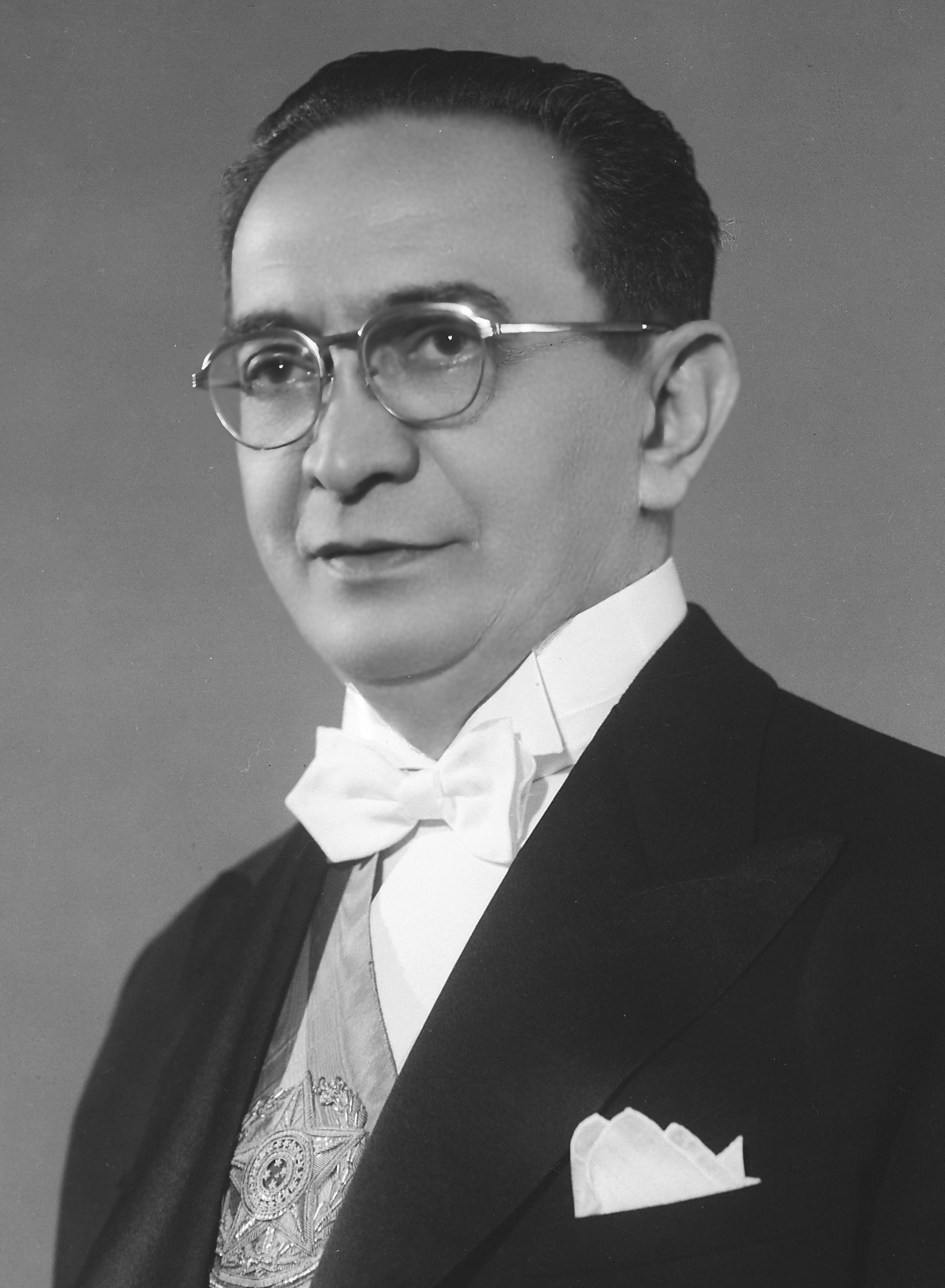
João Café Filho

João Fernandes de Campos Café Filho (* 3. Februar 1899 in Natal; † 20. Februar 1970 in Rio de Janeiro) war ein brasilianischer Politiker. Mitte der 1950er Jahre war er Staatspräsident.
João Café Filho wuchs in Natal auf und studierte dann Rechtswissenschaften in Recife. Obwohl er dieses Studium nicht abschloss, konnte er aufgrund seiner praktischen Erfahrungen am Gericht von Natal arbeiten.
Ab 1921 arbeitete er als Journalist in mehreren Staaten des Nordosten Brasiliens sowie in Rio de Janeiro, der damaligen Hauptstadt des Landes. Nachdem er mehrmals erfolglos zu Kommunalwahlen angetreten war, nahm er 1930 am Umsturz von Getúlio Dornelles Vargas teil. Danach fungierte er als Polizeichef des Bundesstaates Rio Grande do Norte.
Im Jahr 1933 gründete er seine eigene Partei, den Partido Social Nacionalista und saß für sie zwei Jahre im Parlament. Wegen Kritik am diktatorischen Führungsstil von Getúlio Dornelles Vargas konnte er sieben Jahre lang nicht in der Politik aktiv sein und verbrachte sogar ein Jahr im Exil in Argentinien.
Kurz bevor der Estado Novo zusammenbrach, trat Café Filho dem Partido Republicano Progressista (PRP) bei, die von 1945 bis 1965 bestand. Ab 1946 gehörte er der verfassunggebenden Versammlung an. Nachdem der PRP sich mit anderen Parteien vereinigte und sich in Partido Social Progressista (PSP) umbenannte, hatte er den Vorsitz der Parlamentsfraktion dieser Partei inne.
Bei den Wahlen von 1950 trat Café Filhos Partei in einer Allianz mit der Arbeiterpartei von Getúlio Dornelles Vargas an. Sie fuhren einen Wahlsieg ein; Vargas und Café Filho wurden am 31. Januar 1951 zum Präsidenten bzw. Vizepräsidenten vereidigt. Obwohl Café Filho nicht mit allen Maßnahmen Vargas’ einverstanden war, hatte er nicht die Macht, etwas gegen diesen zu unternehmen. Als 1954 ein Skandal den Präsidenten in große Bedrängnis brachte, sah Café Filho die Chance gekommen, das Präsidentenamt zu übernehmen. Am 23. August 1954 verkündete Café Filho den Rücktritt von Getúlio Dornelles Vargas und seiner eigenen Person. Mit dem Selbstmord Vargas’ am 24. August 1954 fiel das Präsidentenamt laut Verfassung an den Vizepräsidenten. Noch am gleichen Tag wurde Café Filho im Palácio Laranjeiras vereidigt.
Die kurze Präsidentschaft von Café Filho war von wirtschaftlichen Problemen – Inflation und hohes Budgetdefizit – geprägt. Gleichzeitig standen Wahlen kurz bevor. Am 3. Oktober 1955 gewann Juscelino Kubitschek die Wahlen. Es gingen Gerüchte um, dass Café Filho das Präsidentenamt nicht an Kubitschek übergeben würde.
Am 3. November 1955 erlitt Café Filho einen Herzinfarkt, wodurch der Präsident des Parlamentes, Carlos Coimbra da Luz, das Präsidentenamt zeitweise übernahm. Er leitete das Amt am 11. November 1955 an den Vizepräsidenten des Senats, Nereu de Oliveira Ramos weiter. Am 21. November 1955 informierte Café Filho den Nationalkongress davon, sein Amt wieder aufnehmen zu wollen. Das Parlament gab jedoch bekannt, dass Café Filho weiterhin von der Amtsausübung verhindert sei, und beließ das Amt in den Händen von Nereu Ramos. Das oberste Gericht Brasiliens bestätigte die Verfahrensweise des Parlamentes, obwohl Café Filho nicht seines Präsidentenamtes enthoben wurde.
Café Filho schied aus der Politik aus und arbeitete von 1957 bis 1969 in einer Immobilienfirma in Rio de Janeiro sowie als Wirtschaftsprüfer.
Café Filho ist Teil des Films Getúlio von 2014.
| Vorgänger                | Amt                               | Nachfolger            |
| ------------------------ | --------------------------------- | --------------------- |
| Getúlio Dornelles Vargas | Präsident von Brasilien 1954–1955 | Carlos Coimbra da Luz |

| Personendaten    | Personendaten                                                                          |
| ---------------- | -------------------------------------------------------------------------------------- |
| NAME             | Café Filho, João                                                                       |
| ALTERNATIVNAMEN  | Café Filho, João Fernandes de Campos; Café Filho; Campos Café Filho, João Fernandes de |
| KURZBESCHREIBUNG | brasilianischer Politiker und Präsident Brasiliens                                     |
| GEBURTSDATUM     | 3. Februar 1899                                                                        |
| GEBURTSORT       | Natal                                                                                  |
| STERBEDATUM      | 20. Februar 1970                                                                       |
| STERBEORT        | Rio de Janeiro                                                                         |